# Casas de Ves (kommunhuvudort)
Casas de Ves är en kommunhuvudort i Spanien.   Den ligger i provinsen Provincia de Albacete och regionen Kastilien-La Mancha, i den östra delen av landet, 240 km sydost om huvudstaden Madrid. Casas de Ves ligger 696 meter över havet och antalet invånare är 801.
Terrängen runt Casas de Ves är platt västerut, men österut är den kuperad.Runt Casas de Ves är det mycket glesbefolkat, med 6 invånare per kvadratkilometer. Närmaste större samhälle är Casas Ibáñez, 12,0 km väster om Casas de Ves. Omgivningarna runt Casas de Ves är i huvudsak ett öppet busklandskap.